# Gejsza nocy
Gejsza nocy – album Maryli Rodowicz wydany w 1986 przez Polskie Nagrania „Muza” na płycie winylowej.

## Lista utworów
źródło:
Strona A
1. "Gejsza nocy" (muz. A. Korzyński, sł. K. Gradowski)
2. "Szparka sekretarka" (muz. A. Korzyński, sł. J. Wołek)
3. "Seweryn K" (muz. S. Krajewski, sł. A. Osiecka)
4. "Franek" (muz. M. Stefankiewicz, sł. J. Wołek)
5. "Gimnastyka" (muz. A. Korzyński, sł. J. Wołek)

Strona B
1. "Niech żyje bal" (muz. S. Krajewski, sł. A. Osiecka)
2. "Kolęda dla rozsianych po świecie" (muz. S. Krajewski, sł. J. Cygan)
3. "Dobranoc panowie" (muz. A. Zieliński, sł. A. Osiecka)
4. "Sen o wannie" (muz. i sł. A. Sikorowski)
5. "Czas upływa, lat przybywa" (muz. S. Krajewski, sł. A. Strzelecki)

## Twórcy
źródło:
Muzycy
- Maryla Rodowicz – śpiew
- Police II w składzie:
  - Winicjusz Chróst – gitara
  - Florian Ciborowski – flet, banjo, skrzypce, harmonijka ustna
  - Andrzej Kleszczewski – gitara
  - Wojciech Kowalewski – perkusja
  - Arkadiusz Żak – gitara basowa
  - Krzysztof Ścierański – gitara basowa
  - Wojciech Morawski – perkusja
  - Paweł Perliński – instrumenty klawiszowe
  - Janusz Skowron – keyboard
  - Marek Stefankiewicz – instrumenty klawiszowe
  - Ryszard Sygitowicz – gitara

Personel
- Aleksandra Laska-Wołek – projekt graficzny
- Wojciech Przybylski – realizacja nagrań
- Jacek Regulski – realizacja nagrań